# ドイツ貯蓄銀行協会
ドイツ貯蓄銀行協会（ドイツちょちくぎんこうきょうかい、Deutscher Sparkassen- und Giroverband、略号：DSGV）は、ドイツの銀行の協会の一つ。銀行支店数で最も多くのシェアがある。
電子マネーゲルトカルテを主導する。